# Rhynchothorax architectus
Rhynchothorax architectus is een zeespin uit de familie Rhynchothoracidae. De soort behoort tot het geslacht Rhynchothorax. Rhynchothorax architectus werd in 1979 voor het eerst wetenschappelijk beschreven door Child. 